# Episodi di Hudson & Rex (prima stagione)
La prima stagione della serie televisiva Hudson & Rex, composta da 13 episodi, è stata trasmessa sul canale canadese Citytv dal 25 marzo al 25 luglio 2019.
In Italia, la stagione è andata in onda dal 4 al 25 agosto 2019 su Rai 3, con la sequenza degli episodi diversa rispetto a quella originale e lasciando in sospeso la trasmissione di alcuni episodi, che sono stati trasmessi dal 13 agosto al 3 settembre 2020.
| nº | Titolo originale    | Titolo italiano      | Prima TV Canada | Prima TV Italia  |
| -- | ------------------- | -------------------- | --------------- | ---------------- |
| 1  | The Hunt            | La caccia            | 25 marzo 2019   | 4 agosto 2019    |
| 2  | Fearless Freaks     | Un caso intricato    | 1º aprile 2019  | 4 agosto 2019    |
| 3  | Haunted by The Past | Il passato ritorna   | 8 aprile 2019   | 18 agosto 2019   |
| 4  | School Days         | Giorni di scuola     | 15 aprile 2019  | 11 agosto 2019   |
| 5  | Pet Sitter          | La prova finale      | 22 aprile 2019  | 11 agosto 2019   |
| 6  | Murder She Thought  | La zia in giallo     | 29 aprile 2019  | 25 agosto 2019   |
| 7  | Trial and Error     | Alta tensione        | 13 giugno 2019  | 13 agosto 2020   |
| 8  | Fast Eddie's        | Concorrenza sleale   | 20 giugno 2019  | 18 agosto 2019   |
| 9  | The Mourning Show   | Indagine in diretta  | 27 giugno 2019  | 27 agosto 2020   |
| 10 | Art of Darkness     | Niente è come sembra | 4 luglio 2019   | 25 agosto 2019   |
| 11 | Bad Water Rising    | Acqua assassina      | 11 luglio 2019  | 20 agosto 2020   |
| 12 | A Cult Education    | La setta             | 18 luglio 2019  | 27 agosto 2020   |
| 13 | The Rex Files       | Strani fenomeni      | 25 luglio 2019  | 3 settembre 2020 |

## La caccia
- Titolo originale: The Hunt
- Diretto da:
- Scritto da:

### Trama
Hudson e Rex devono salvare una ragazza rapita. La ragazza è la figlia di un assassino ed è stata rapita dagli uomini di un noto criminale detenuto. Questo criminale ricatta il padre per fargli uccidere la testimone chiave del suo processo. Hudson e Rex avranno poco tempo per salvare le due vite in pericolo.
- Ascolti Italia: 784.000 telespettatori – share 4,80%[2]

## Un caso intricato
- Titolo originale: Fearless Freaks
- Diretto da:
- Scritto da:

### Trama
Stavolta Hudson e Rex dovranno scoprire chi ha ucciso un traceur, ex tossicodipendente, noto per i suoi video postati online. Scoprono che a uccidere il ragazzo è stato un ex membro del gruppo di traceur, ora analista finanziario.
- Ascolti Italia: 769.000 telespettatori – share 4,88%[2]

## Giorni di scuola
- Titolo originale: School Days
- Diretto da:
- Scritto da:

### Trama
Il professore di antropologia dell'università, geniale ma misogino e odiato per il suo sarcasmo, muore in un'aula ricoperto di catrame e piume. Hudson intuisce che c'è un collegamento con un caso di suicidio avvenuto nella stessa università. Si decide di inviare Jesse, analista informatico, sotto copertura come studente che si è appena trasferito nell'università. Emerge la pista di uno scherzo riuscito male che ben presto si trasforma in un omicidio per vendetta architettato da un giovane stalker innamorato della suicida.
- Ascolti Italia: 603.000 telespettatori – share 3,91%[3]

## La prova finale
- Titolo originale: Pet Sitter
- Diretto da:
- Scritto da:

### Trama
Brooklyn Weber viene trovata morta infilzata al ramo di un albero. Si tratta di una pet sitter che vive a pochi isolati di distanza. I sospetti si concentrano su Robbie il suo ragazzo, un disoccupato senza fissa dimora. Ben presto si scopre che la Weber insieme con il cognato Scott ricattavano una cliente famosa della ragazza. Così si pensa al cognato come assassino ma si scopre che, durante una litigata al parco, la sorella ha accidentalmente ucciso la Weber poiché aveva travisato il rapporto tra lei e suo marito. 
- Ascolti Italia: 628.000 telespettatori – share 4,46%[3]

## Il passato ritorna
- Titolo originale : Haunted by The Past
- Diretto da:
- Scritto da:

### Trama
Una ragazza viene trovata in fin di vita in un cimitero da un cacciatore di fantasmi. Indagava sulla morte del fratellino avvenuta venti anni prima, con l'aiuto di una medium. Si sospetta sull'uomo, vicino di casa, che era indiziato all'epoca, ma non si ottengono riscontri. Con l'aiuto di Rex, da un file audio registrato dal cacciatore al cimitero, si capirà che l'aggressore è Ben, un altro vicino di casa, che accidentalmente uccise il fratellino investendolo con il suo furgoncino malandato. Preso dal panico decide di aggredire la ragazza nonostante non avesse indizi contro di lui.
- Ascolti Italia: 772.000 telespettatori – share 4,78%[4]

## Concorrenza sleale
- Titolo originale : Fast Eddie's
- Diretto da:
- Scritto da:

### Trama
Il food truck di un noto imprenditore della ristorazione, gestito dalla figlia, è preso di mira dalla concorrenza e dopo vari sabotaggi, viene distrutto da una bomba che provocano la morte di un'assistente cuoca. Viene arrestata la proprietaria di un food truck concorrente, ma si capisce che è responsabile dei sabotaggi e non della bomba. Si indaga anche sulla mafia visto il prestito ottenuto, ma la pista presto si raffredda. Nel frattempo anche il cuoco del locale subisce un attentato ma si salva grazie a Rex. Hudson intuisce che la figlia del proprietario ha architettato tutto. Il cuoco stava per licenziarsi visto che voleva mettersi in proprio e si sarebbe portato via l'assistente insieme a mezzo staff del locale. La causa era il padre che molestava i dipendenti, soprattutto le donne.
- Ascolti Italia: 798.000 telespettatori – share 5,39%[4]

## Niente è come sembra
- Titolo originale : Art of Darkness

### Trama
Un cadavere viene scoperto in una galleria d'arte: è il proprietario, ucciso con un taglierino. Sembra mancare una scultura. Si pensa ad un ladro che scoperto uccide l'uomo. Le indagini dimostrano che i due crimini non sono collegati. Si scopre che uno dei quadri più costosi è stato sostituito con un falso. Hudson e Rex capiscono che il ladro è Frederic, l'assistente di un famoso artista, che si è accordato con l'ex fidanzato del proprietario della galleria per venderlo ad un magnate russo. Quest'ultimo si rivela essere una ricca britannica, famosa nel mondo dell'arte, nonché sponsor del proprietario della galleria. Il vero assassino risulta essere l'assistente del proprietario che, sorpresa a falsificare una lettera di referenze, viene minacciata di non ottenere più lavoro in un prestigioso museo e nemmeno in altre gallerie d'arte.
- Ascolti Italia: 795.000 telespettatori – share 4,46%[5]

## La zia in giallo
- Titolo originale : Murder she Thought
- Diretto da:
- Scritto da:

### Trama
Il corpo del farmacista della casa di cura Forrest Lawns viene ritrovato nel suo laboratorio. In questa casa di cura risiede la zia di Hudson, Miranda, libraia appassionata di gialli. La zia riferisce al nipote il sospetto che altri tre ospiti siano stati uccisi nel corso di alcuni mesi. Rex nel laboratorio della vittima trova una siringa contenente cianuro. L'uomo è stato avvelenato così come le altre vittime. Si pensa che l'assassino viva nella stessa casa di cura. Si scopre che il farmacista sostituiva i farmaci con zucchero per rivenderli. Il movente risiede nella vendetta per la morte di un ospite della casa. Grazie ad un'impronta parziale sulla siringa, si scopre che l'assassino risulta essere un ex poliziotto, dalla identità sconosciuta poiché il suo fascicolo risulta secretato. Quest'ultimo, abile con i travestimenti, decide di farsi giustizia per la morte della madre. Hudson e Rex lo arresteranno prima che tenti di uccidere Miranda in biblioteca.
- Ascolti Italia: 860.000 telespettatori – share 5,27%[5]